# Smaragdparakit
Smaragdparakit (Psittacula calthrapae) är en asiatisk fågel i familjen östpapegojor som enbart förekommer i Sri Lanka.

## Utseende
Smaragdparakiten är en rätt liten (31 cm) medlem av släktet Psittacula. Grå rygg, blå övergump och kortare stjärt skiljer den från sympatriska arterna halsbandsparakit, plommonhuvad parakit och storparakit. Hanen har grått huvud men grönt ansikte, röd övre näbbhalva och svart undre och svart haka som sträcker sig bakåt som ett ofullständigt halsband. De mittersta förlängda stjärtpennorna är blå med gul spets. Honan är mattare i färgerna och har helsvart näbb.

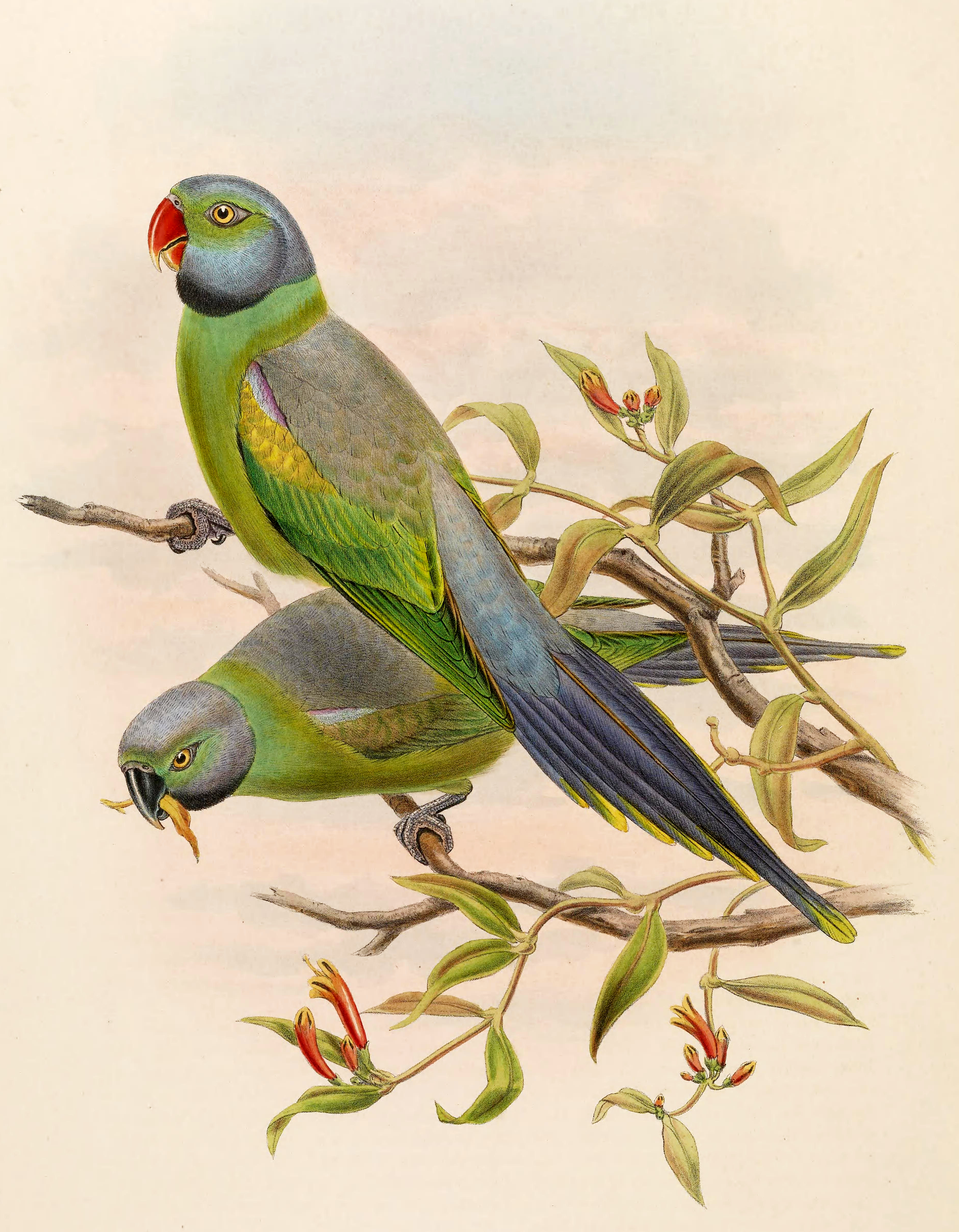

## Utbredning och systematik
Fågeln förekommer enbart på Sri Lanka. Den behandlas som monotypisk, det vill säga att den inte delas in i några underarter.

## Status och hot
Arten har ett stort utbredningsområde och en stor population, men tros minska i antal, dock inte tillräckligt kraftigt för att den ska betraktas som hotad. Internationella naturvårdsunionen IUCN kategoriserar därför arten som livskraftig (LC).

## Namn
Fågelns vetenskapliga artnamn hedrar Barbara Anne Calthrop, den engelske diplomaten och naturforskaren Edgar Layards första fru.